# Benndorf (Uhlstädt-Kirchhasel)
Benndorf ist eine Wüstung in der Gemarkung des Ortsteils Mötzelbach der Gemeinde Uhlstädt-Kirchhasel im Landkreis Saalfeld-Rudolstadt in Thüringen.

## Lage
Zwischen den Ortsteilen Kirchhasel und Mötzelbach befand sich auf den nördlichen aus Muschelkalk bestehenden Saaleanhöhen die Wüstung Benndorf.

## Geschichte
Bereits 1217 wurde der Pfarrer Heinrich mit der Durchführung der Frühmessen und Vikaren mit seinen Messdienern vom Hauptgeistlichen der Stadtkirche zu Rudolstadt beauftragt, in dem Ort Benndorf durchzuführen. In der Chronik des Ortsteils Kirchhasel wird auf das auf der nordöstlichen  Anhöhe liegende Dorf Benndorf hingewiesen. Wassermangel mit folgender Dürre und Trockenheit waren die Gründe vom Weggang der Bauern in die tiefer liegende Dörfer. Das Dorf fiel deshalb wüst.